# Holenzwaluw
De holenzwaluw (Petrochelidon fulva) is een zangvogel die behoort tot de familie van de zwaluwen.

## Verspreiding en leefgebied
Deze soort komt voor in de zuidelijke Verenigde Staten, de Caraïben en Mexico en telt zes ondersoorten:
- P. f. pallida: van de zuidelijke Verenigde Staten tot het noordelijke deel van Centraal-Mexico.
- P. f. fulva citata: zuidelijk Mexico.
- P. f. fulva: Hispaniola.
- P. f. cavicola: zuidoostelijke Verenigde Staten en Cuba.
- P. f. poeciloma: Jamaica.
- P. f. puertoricensis: Puerto Rico.

Holenzwaluwen zijn trogloxeen, ze broeden en roesten in grotten en zinkgaten.

## Status
De grootte van de populatie is in 2019 geschat op 6,8 miljoen volwassen vogels. Op de Rode lijst van de IUCN heeft deze soort de status niet bedreigd.